# کلیسای جامع بانگور
کلیسای جامع بانگور (ولزی: Eglwys Gadeiriol Bangor) یک مکان عبادت باستانی در بانگور، گوینید، ولز است. این بنا به بنیانگذار آن، سنت دینیول اختصاص یافته‌است.
محل ساختمان فعلی کلیسای جامع بانگور از قرن ششم به عنوان مکانی برای عبادت مسیحیان استفاده شده‌است. این کلیسای جامع در محوطه‌ای کم ارتفاع و مبهم ساخته شده‌است ، احتمالاً به گونه‌ای که در زمان‌های باستان توجه مهاجمان وایکینگ را از دریا جلب نکند.
ساختمان به سبک گوتیک و در تپه بخشی از دانشگاه بانگور است.

## نگارخانه

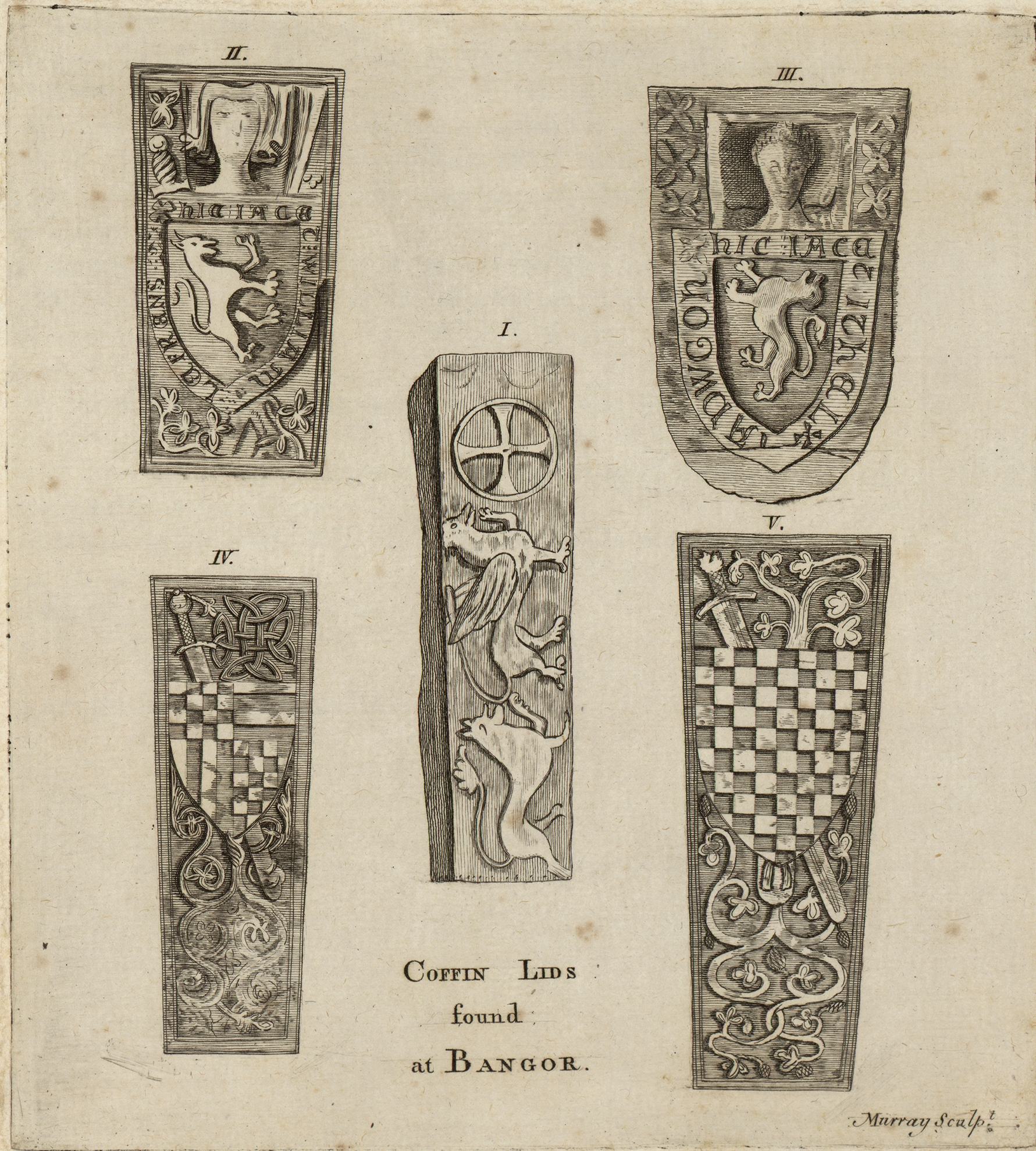
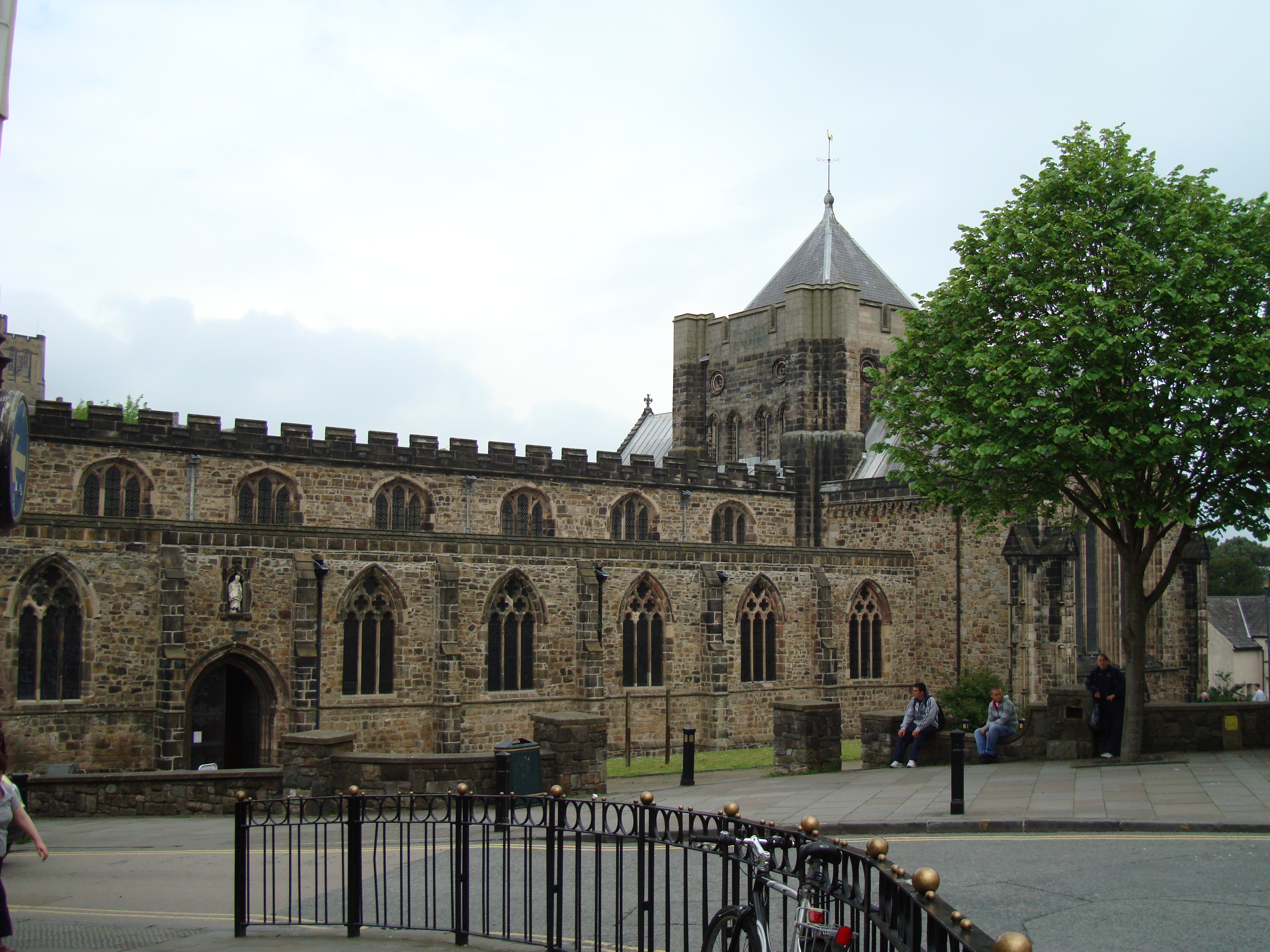
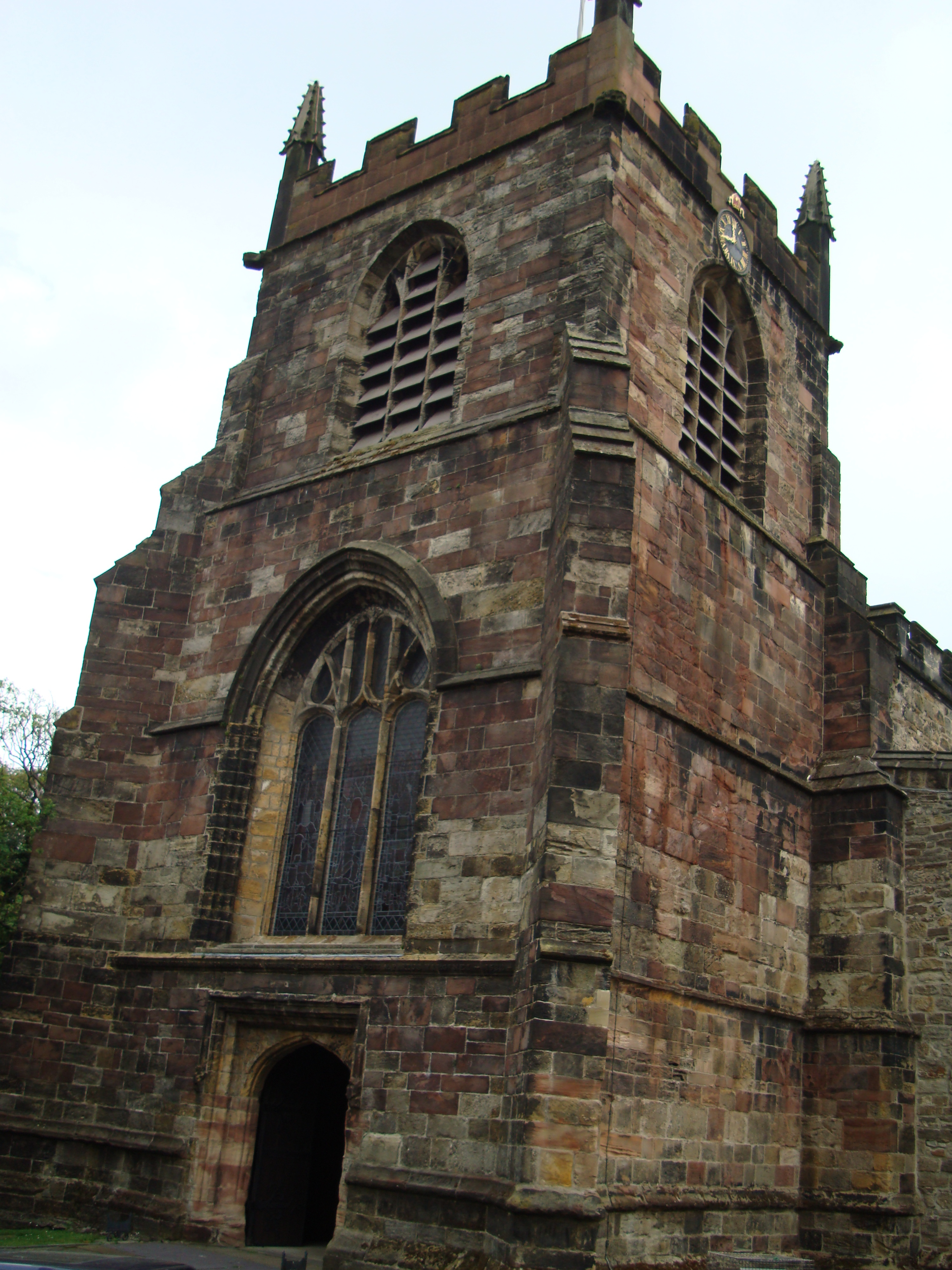
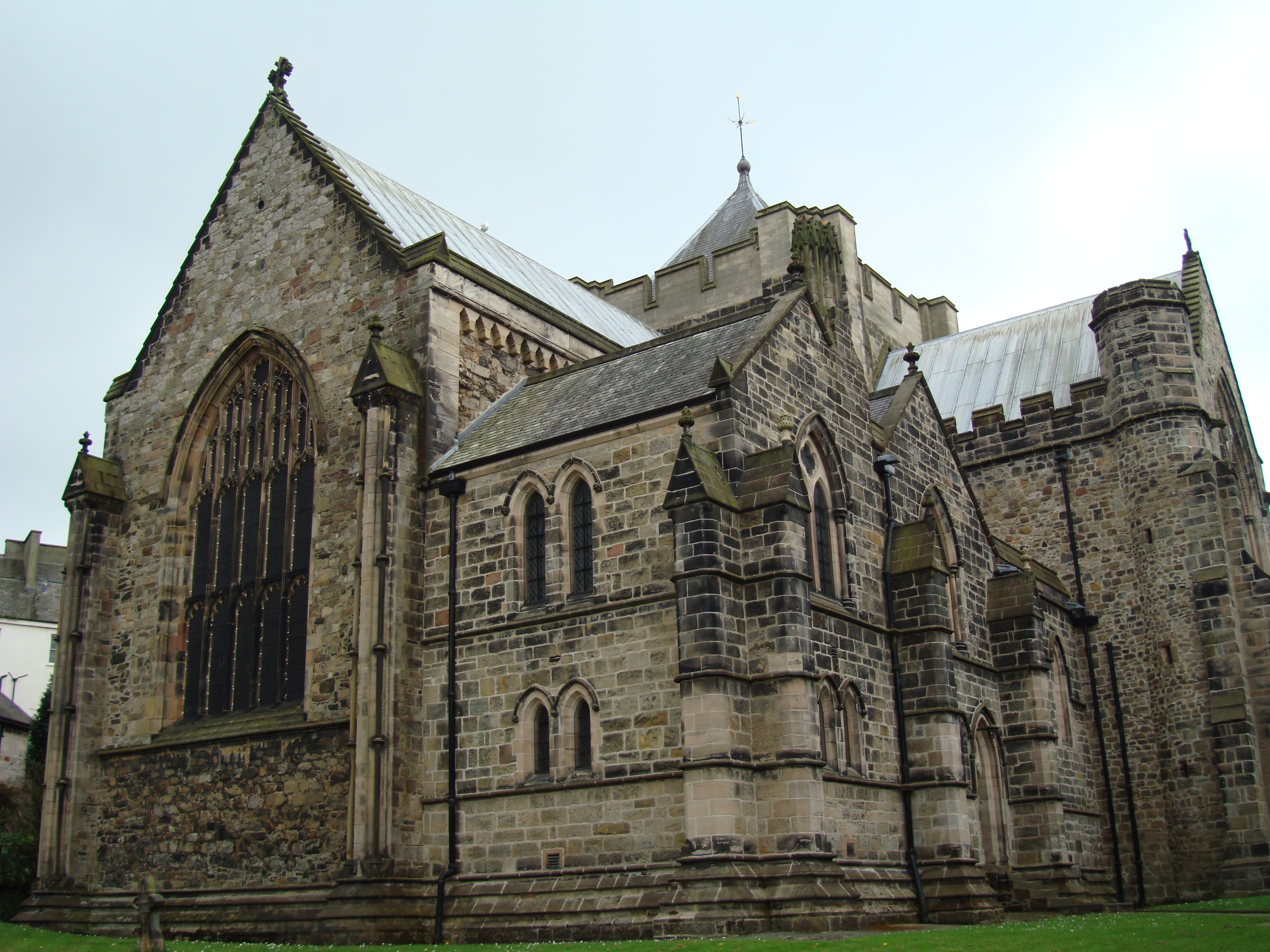
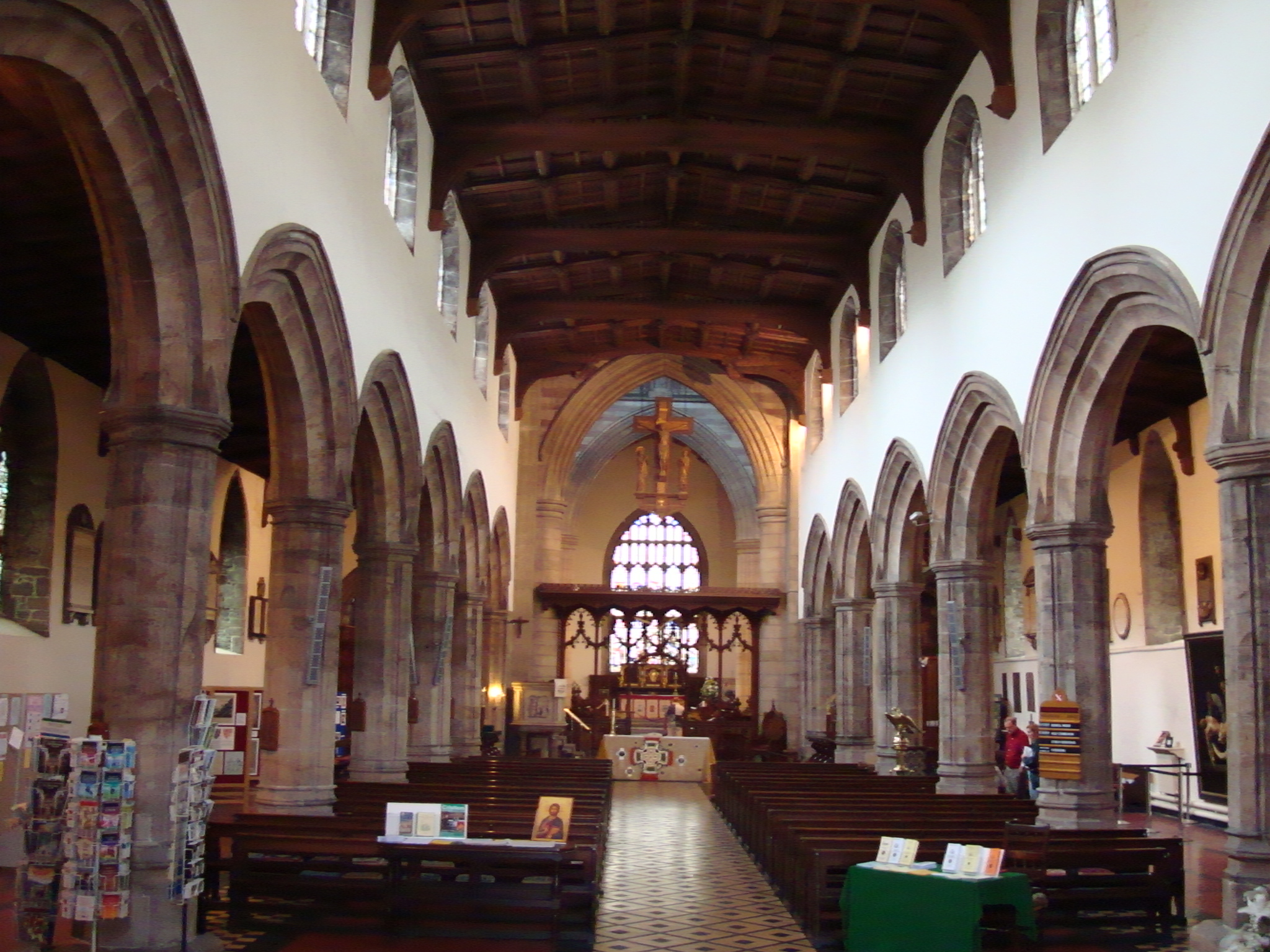